# HET Symfonieorkest
HET Symfonieorkest ist ein niederländisches Sinfonieorchester. Im Ausland ist es bekannter unter der Bezeichnung The Netherlands Symphony Orchestra. Die Heimstätte des Orchesters ist das Nationaal Muziekkwartier in Enschede. Das Orchester tritt in Enschede, Hengelo, Zwolle und Deventer, wie auch in der Provinz Overijssel und in der Randstad auf.
Bis Oktober 2011 war das Orchester auf Niederländisch als das Orkest van het Oosten (OvhO; wörtlich: „Orchester des Ostens“) bekannt. Im Oktober 2011 wurde der niederländische Name offiziell geändert, um eine Übereinstimmung mit dem englischen Namen zu erreichen. Seit 2014 heißt das Orchester aber HET Symfonieorkest nach Beschwerde des "Nederlands Philharmonisch Orkest" in Amsterdam. 
Im September 2019 fusionierte das Ensemble mit Het Gelders Orkest und trägt seit Juni 2020 den neuen Namen Phion, orkest van Gelderland & Overijssel.

## Geschichte
Das Vorgängerensemble des HET Symfonieorkest war das Twents Kamerorkest („Twenter Kammerorchester“), ein Amateur-Ensemble, das in den 1930er-Jahren unter der Leitung von Klaas de Rook begann. 1947 änderte dieses Orchester seinen Namen in Twents Philharmonisch Orkest („Twenter Philharmonisches Orchester“).
1954 wurde das Orchester unter Einbeziehung von Musikern des Twents Harpsichord Ensembles und des Twenter Kammerorchesters professionell und nannte sich Overijssels Philharmonisch Orkest („Overijsseler Philharmonisches Orchester“).
1983 wurden das Overijssels Philharmonisch Orkest und das Opera Forum zusammengelegt. Beide Orchester wurden zusammengefügt unter dem Namen Forum Filharmonisch und operierten in zwei flexiblen Formationen, eine für sinfonische Konzerte, die andere zur Begleitung der Opernproduktionen. Für einige große sinfonische Produktionen pro Jahr wurden die beiden Formationen zusammengefügt.
1994 war das Opera Forum Filharmonisch gezwungen, sich zu reorganisieren, das heißt, das Orchester wurde stark reduziert (40 Musiker verließen es) und wurde ein unabhängiges Ensemble unter dem Namen Orkest van het Oosten. Der Mitwirkung an Opernaufführungen wurde in stark reduzierter Form unter dem Namen Nationale Reisopera fortgesetzt, aber ohne fest engagiertes Orchester. Das „Orkest van het Oosten“ wurde vertraglich verpflichtet, zwei Opernproduktionen pro Jahr für die „Nationale Reisopera“ übernehmen. Für die anderen Produktionen mussten andere Orchester engagiert werden.

## Chefdirigenten
Unter der Leitung des Chefdirigenten Jaap van Zweden machte das Orchester große qualitative Fortschritte. 2010 wurde das „Orkest van het Oosten“ mit dem Edison-Award geehrt.
Jaap van Zweden war Chefdirigent des OvhO von 1996 bis 2005. Ab der Saison 2006/2007 amtierte Jan Willem de Vriend als  Chefdirigent. Nach einem ersten Drei-Jahres-Vertrag wurde seine Position trotz Kontroverse über seine Leitung des OvhO zunächst bis 2012 verlängert. De Vriend blieb weitere fünf Jahre. 2017 folgte ihm Ed Spanjaard als Chefdirigent. Nach der Fusion übernahm Otto Tausk im Herbst 2020 das Amt des Chefdirigenten von Phion.